# Retour à Mayerling
Pour plus de détails, voir Fiche technique et Distribution.
Retour à Mayerling est un film français réalisé en 2011 par Paul Vecchiali, sorti en 2015.

## Fiche technique
- Titre : Retour à Mayerling
- Réalisation : Paul Vecchiali
- Scénario : Paul Vecchiali et David Lang
- Montage : Paul Vecchiali
- Société de production : Freddy Denaës et Pom Films (Montreuil)
- Pays d'origine :  France
- Durée : 80 minutes
- Date de sortie : 10 février 2015 (présentation au festival Femmes Femmes à Saint-Denis)[1]

## Distribution
- Édith Scob
- Astrid Adverbe
- Marianne Basler
- Paul Vecchiali
- Amande d'Acunto[2]